# Новоолексіївка (селище)
Новоолексіївка (крим. Novooleksiyivka)  — селище Генічеського району Херсонської області.
Сьогодні Новоолексіївка є найбільшим поселенням кримських татар на материковій Україні. 

## Історія

### Російська імперія
Виникнення Новоолексіївки пов'язано з прокладенням в 70 —х роках 19 століття залізничної лінії Лозова — Сімферополь.
В 1874 році поблизу села Новоолексіївка (нині с. Олексіївка) почалося будівництво невеликої залізничної станції, також названої Новоолексіївка. В той же час навколо станції виникло однойменне пристанційне селище, яке потім стало великим населеним пунктом. Вантажообіг станції був невеликий, тому населення Новоолексіївки займалось в основному сільським господарством і вона входила до складу Дніпровського повіту Таврійської губернії.
Великим тягарем для селян була сплата податку на землю. Щоб прогодувати сім'ї, більшість селян здавали землі в оренду, а самі наймались до багатіїв, на залізницю і розташований неподалік соляний промисел, що належав підприємцю Салькову. Умови праці на залізниці і сільпромі були тяжкими, працювали понад 12 годин на добу, всі вантажні роботи виконувались вручну.
Із промислових підприємств в селі діяли паровий млин, просорубка і вітряний млин. До революції Новоолексіївка була непривабливим селом. Вздовж вузьких і кривих вулиць тіснились убогі хати бідняків. Питна вода була лише в одному пристанційному колодязі, біля якого завжди були черги. Довгий час в селі не було школи, медичного пункту.
У 1908 році в Новоолексієвці за кошти селянської громади відкрили земську школу, де працювали 2 вчителі і займалися 64 учні.

### Радянські часи
У 1929 році, під час процесу примусової колективізації, утворились колгоспи «Нове життя», «Труд хлібороба», «Соцперебудова».
У 1930 році в Новоолексіївці був створений плодопитомний радгосп, предметом діяльності якого було виробництво, заготівля, зберігання, переробка і продаж посадкового матеріалу плодоягідних, декоративних культур.
У 1931 році почала функціонувати Новоолексіївська машинно-тракторна станція.
З 1951 року господарство мало назву Новоолексіївський державний лісовий розсадник, а з 1978 — радгосп «Новоолексіївський».
Поступово змінився і зовнішній вигляд Новоолексіївки. Після того, як в 1938 році вона стала селищем міського типу, почалася планова забудова 2-го селища. Замість чагарників з'явилися нові вулиці, на яких було висаджено декоративні дерева і кущі.
В 1940 році була завершена електрифікація, а на початку 1941 року — радіофікація селища. Медичну допомогу населення отримувало в амбулаторії, де працювали 2 фельдшери і 2 медичні сестри.
З 1932 року на базі початкової школи почала діяти семирічка, в 1940 році в ній налічувалося 638 учнів, яких навчало 24 учителі.
В цей же час побудований клуб залізничників, який мав стаціонарну кіноустановку і бібліотеку. В клубі діяли хоровий і драматичний гуртки. Населення передплачувало газети та журнали.
15 вересня 1941 року Новоолексіївку захопили гітлерівці, а 30 жовтня 1943 року бійці 263-ї стрілецької дивізії 4-го Українського фронту її звільнили.
В післявоєнні роки поступово відновили свою діяльність колгоспи «Нове життя», «Труд хлібороба», «Соцперебудова». Відновилися заняття в семирічній школі, почало діяти професійно-технічне училище.
В 1959 році запрацював овочеконсервний завод, який мав на той час новітнє обладнання. На заводі виготовлялося 40 найменувань консервів, із них 5 — присвоєно державний Знак якості. Завод перероблював продукцію, що надходила з господарств Генічеського і Новотроїцького районів. На продукцію заводу був попит не тільки в СРСР, а і за кордоном.
В 1963 році створено Новоолексіївське відділення райсільгосптехніки, яка спеціалізувалася на ремонті колісних тракторів і запчастин до них для всіх районів області.
Суттєві зміни відбулися на залізничній станції. В післявоєнний період проведена повна реконструкція залізничного господарства: введено в дію автоблокування, завершена електрифікація стрілок і сигналів, проведена реконструкція колій; всі паровози замінені потужними тепловозами, введений в дію голосовий зв'язок.
В 1959 році колгоспи «Нове життя», «Труд хлібороба», «Соцперебудова» об'єднались в один — ім. Мічуріна.
В лютому 1969 року колгосп ім. Мічуріна був реорганізований у виноградарський радгосп ім. космонавта Комарова. За радгоспом було закріплено 3208 га землі, із яких сільськогосподарські угіддя складали 2756 гектарів, в тому числі виноградників 1050 гектарів, садів 600 гектарів. В господарстві налічувалося 3 ферми рогатої худоби, свиноферма, вівцеферма та пташник. Великі перспективи відкрилися перед радгоспом в зв'язку з введенням в роботу зрошувальних систем. Ріст сільськогосподарського виробництва сприяв підвищенню життєвого рівня населення Новоолексіївки.
В 1963 році була створена Генічеська дослідна станція Всесоюзного ордена Трудового Червоного Прапора науково-дослідного інституту кукурудзи, колектив якої працював над виведенням високоврожайних сортів і гібридів кукурудзи та сорго, розробляв засоби підвищення плодючості каштанових солончакових ґрунтів, направлених на підвищення урожайності зернових культур.
Працює лікарня, яка обслуговує близько 13,6 тисяч людей, в тому числі з навколишніх сіл Олексіївки, Червоного, Чонгара. На початку 1970 років в ній працювало 2 лікарі і 5 одиниць медичного персоналу. На сесіях селищної ради неодноразово розглядалися питання щодо гострої потреби в лікарях. В середній школі, яка розрахована на 440 місць, навчалося 1176 учнів. Школа потребувала капітального ремонту, не було відповідно обладнаного спортивного залу, їдальня розміщувалася в підвальному приміщенні. Тому першочерговим завданням селищної ради було будівництво ще однієї школи. Дитячі садки імені Шевченка відвідують 1467 дітей дошкільного віку.
Торговельне і побутове обслуговування покращує свою роботу: збільшується товарообіг, перевиконуються плани з продажу товарів до 93,7 %. В комбінаті побутового обслуговування працюють ательє з пошиття одягу, ремонту взуття, фотоательє. На території селища працює філіал Генічеського комунального підприємства, який обслуговує 46 км центральної водомережі, 45 колодязів і 4 водорозбірні колонки і забезпечує водою 6 тисяч людей, 23 організації, ферми радгоспу ім. Комарова. Працюють відділення зв'язку, поштове відділення, ощадкаса. В цей же період асфальтуються вулиці, завершено будівництво будинку культури, будуються гуртожиток та навчальний корпус професійно — технічного училища № 9, типові житлові будинки (в тому числі 12 багатоповерхових) зі всіма комунальними зручностями, магазини. На вулицях масово висаджуються фруктові та декоративні дерева. Питаннями розвитку економіки, медицини, культури, благоустроєм Новоолексіївки займається селищна рада, яка представляє селищну громаду і здійснює від її імені та в її інтересах функції та повноваження селищного самоврядування.

### Російсько-українська війна
24 лютого 2022 року селище тимчасово окуповане російськими військами під час російсько-української війни.
6 квітня 2022 року російські військові обстріляли житловий будинок у селі, загинула щонайменше 1 цивільна особа.
У травні 2022 року російські спецслужби викрали подружжя Мамеда Мусаєва та Тетяну Базирову, кримських татар, і утримували їх у так званих "камерах для тортур" у Генічеську.
Зранку 9 серпня 2022 року почалась пожежа та детонація боєприпасів на складі боєкомплекту окупаційних сил Росії. На той час відстань до лінії фронту складала близько 150 кілометрів.
Наступного дня російські окупанти поширили фото огляду місця вибухів. Серед знищено техніки помітно броньований Урал моделі «Торнадо-У», який використовують для перевезення боєприпасів.
Вночі 11 липня 2023 року ЗСУ вчергове завдали удару по російському складу боєприпасів.
16 березня 2024 року рішенням Генічеської міської військової адміністрації перейменовано ряд вулиць: вул. Гагаріна – Просвітницька, вул. Горького – Чонгарська, пров. Горького – Чонгарський, Матросова – Північна, вул. і пров. Паризької Комуни – Кримська/Кримський, Пархоменка – Бахчисарайська, Тітова – Привільна, вул. і пров. Тургєнєва – Затишна/Затишний, Капітана Чагіна – Відродження, Чкалова – Волонтерська, пров. Чкалова – Вчительський, Пушкіна – Кобзаря, вул. і пров. Мічуріна – Симиренка.
22 квітня 2024 року рішенням Генічеської міської військової адміністрації перейменовано ряд вулиць: вул. Інтернаціональна – вул. Хаджи Герая; вул. Гончарова – вул. Олеся Гончара; вул. Дружби народів – вул. Захисників України; пров. Дружби народів – пров. Захисників України.

## Населення

### Мова
Розподіл населення за рідною мовою за даними перепису 2001 року:
| Мова              | Кількість | Відсоток |
| ----------------- | --------- | -------- |
| українська        | 4166      | 40.74%   |
| російська         | 3221      | 31.49%   |
| кримськотатарська | 561       | 5.48%    |
| білоруська        | 27        | 0.26%    |
| циганська         | 12        | 0.12%    |
| німецька          | 8         | 0.08%    |
| румунська         | 6         | 0.06%    |
| вірменська        | 2         | 0.02%    |
| болгарська        | 1         | 0.01%    |
| інші/не вказали   | 2223      | 21.74%   |
| Усього            | 10227     | 100%     |

## Підприємства
- Новоолексіївський КМС-137 (Колійно-машинна станція)
- Генічеське управління водного господарства
- Елеватор

## Релігія
Більшість населення Новоолексіївки складають кримські татари, що сповідують Іслам.
- Церква Покрови Пресвятої Богородиці
- Мечеть «Аджи Белял Джамі» (Духовне управління мусульман Криму)

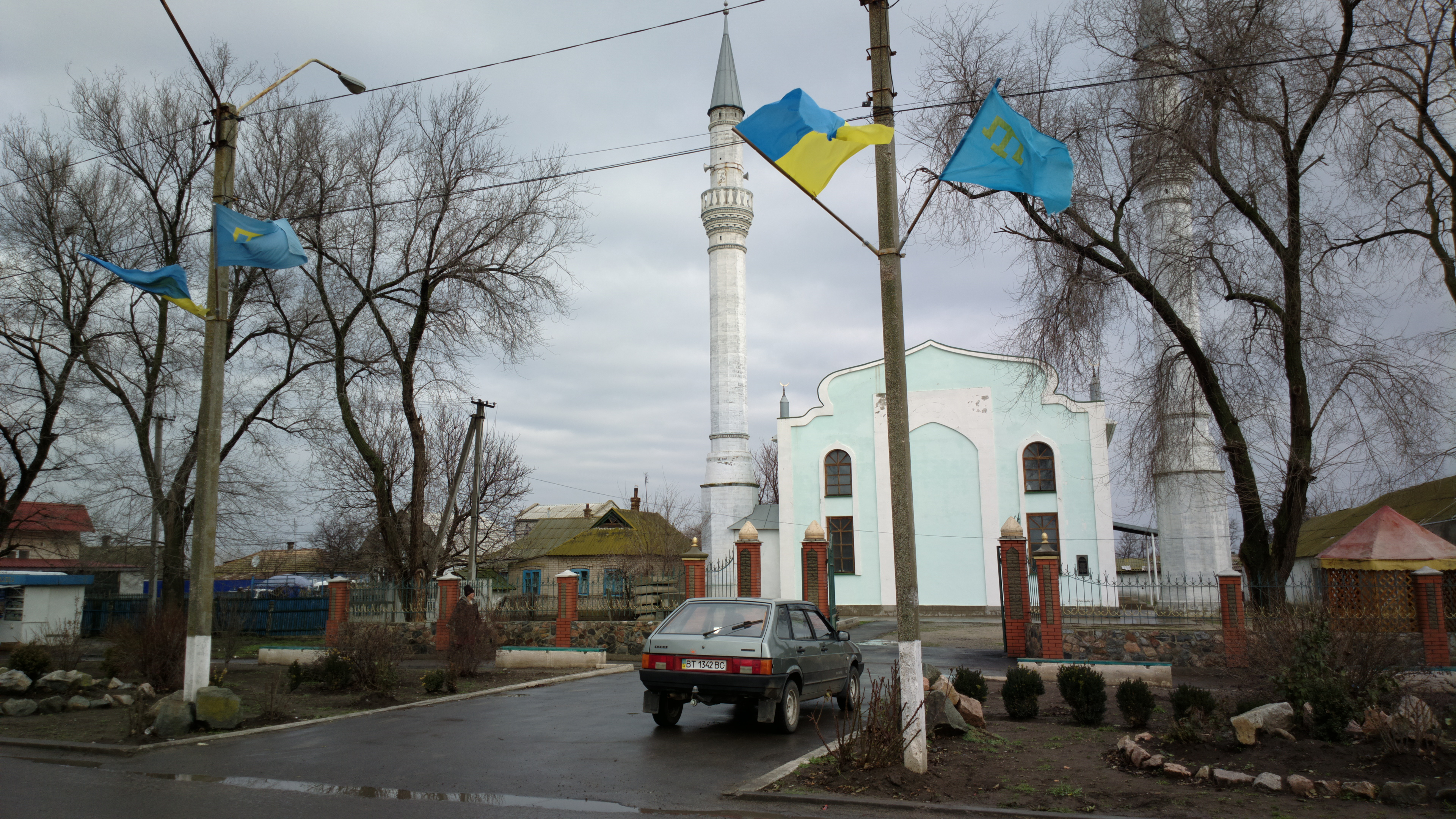
Аджи Белял Джамі
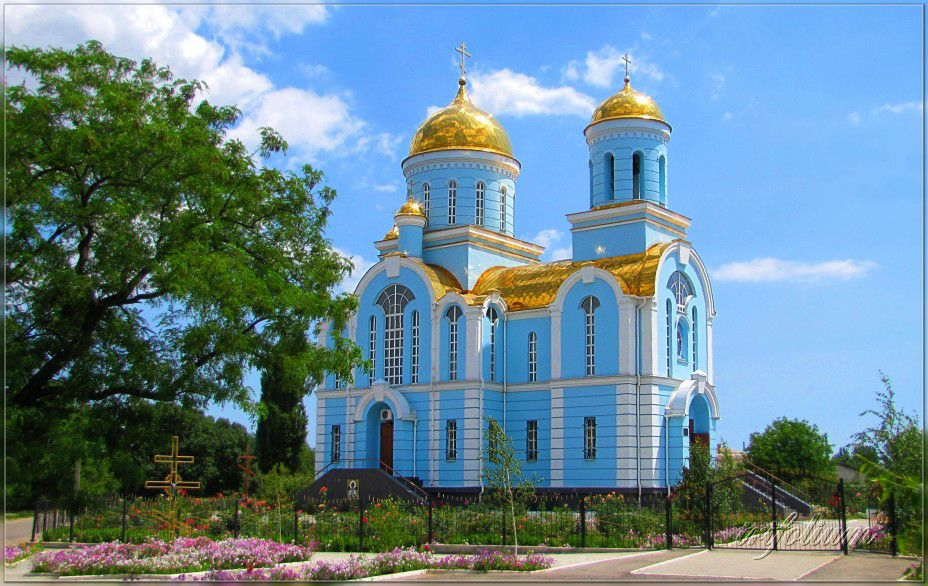
Свято-Покровський собор

## Сьогодення
У Новоолексіївці проживають близько семи тисяч кримських татар. Частина з них оселилася там ще в 70-х роках, повертаючись із держав Центральної Азії після депортації. Решта переїхали після окупації Криму Росією в 2014 році.
У селищі розташовані дві загальноосвітні школи, два дитячих садки, школа естетичного виховання, дві медичні установи: селищна лікарня (амбулаторія) і медпункт вокзалу, будинок культури, бібліотека, а також Церква Покрови Пресвятої Богородиці та Мечеть «Аджи Белял Джамі». Мечеть відкрита в 2001 році зусиллями місцевої мусульманської громади під керівництвом Аджи Белял-ефенді. У Новоолексіївській ЗОШ №1 є класи з кримськотатарською мовою навчання.
У селищі за підтримку Фонду Національного Добробуту Криму (Qırım Milliy Varlıq Fondu) планується збудувати культурно-спортивний центр.

## Військо
Від червня 2018 року у селищі базується 34-й окремий мотопіхотний батальйон.

## Уродженці
- Павленко Олена Петрівна (* 1951) — українська астрономка, спеціалістка з катаклізмічних змінних зір, лауреатка Премії НАНУ імені М. П. Барабашова
- Радзіховський Борис Леонідович (1909–1975) — медик-науковець, офтальмолог, професор. Заслужений діяч науки України.
- Ескендер Німетуллаєв (2002–2023) — старший солдат Національної гвардії України, учасник російсько-української війни.[15][16]

## Вшанування пам'яті
22 квітня 2018 року на будинку залізничної станції Новоолексіївка відбулось відкриття меморіальної дошки на честь Запорізької дивізії Армії УНР, яка 100-років тому з боями увійшла до Криму. Новий пам'ятний знак, виготовлений коштом благодійного фонду «Героїка», був освячений духовенством УПЦ КП. Віддати шану воякам Армії УНР зібрались представники місцевої громади, Військово-морських сил України, Меджлісу кримськотатарського народу, гості з Києва та Херсона.